# Zufer Avdija
Zufer Avdija (Priština, 1. listopada 1959.), srbijansko-izraelski košarkaški trener i bivši košarkaš.
Rodio se u Prištini, SAP Kosovo. Po narodnosti je Goranac. S 15 godina kratko se bavio nogometom i bio je vratar mlade momčadi prištinskog GIK Ramiza Sadikua.Košarku je počeo igrati u Elektrokosovu. 1980. godine otišao je u Crvenu zvezdu. 1981. godine bio je stavlje na NBA Draft, ali nije izabran. U Zvezdi je ostao deset godina i bio je jedan od legendi Crvene zvezde, čiji je bio kapetan. Jednu je godinu igrao u Hrvatskoj u Puli. 1990. godine otišao je u Izrael u kojem je igrao osam godina. Igrao je u Izraelu za klubove Ramat HaSharon, Rishon LeZion, Hapoel iz Tel Aviva i za Elitzur iz Bat Yama.
Za Jugoslaviju odigrao 50 utakmica. Osvojio broncu na svjetskom prvenstvu u Kolumbiji 1982. godine. 1983. godine osvojio je zlato na Mediteranskim igrama.Danas je direktor dvorane i direktor omladinske škole u Hertzliyi.Ima srpsko i izraelsko državljanstvo. Oženio se Izraelkom. Sin Deni Avdija također se bavi košarkom i ima izraelsko državljanstvo, nastupao je za izraelske mlade reprezentacije do 20 s kojima je osvojio zlata u Njemačkoj 2018. i Izraelu 2019. godine.